# Sega Saturn Magazine
Sega Saturn Magazine è stata una rivista britannica di videogiochi pubblicata da EMAP. Il primo numero venne pubblicato nel gennaio 1994, mentre l'ultimo, il trentasettesimo, a novembre 1998.
Focalizzata sui giochi per Sega Saturn, deteneva la licenza ufficiale di scrivere per la console nel Regno Unito e come tale alcuni numeri includevano un CD demo creato da Sega, "Sega Flash", che includeva titoli giocabili e filmati di gioco. Nel 1997 il periodico affermò di avere un numero di lettori pari a 30140 persone.
Sega Saturn Magazine si chiamava originariamente Sega Magazine e venne lanciata nel 1994: trattava di tutte le console della compagnia, come Sega Master System, Sega Mega Drive, Sega Mega-CD, Sega 32X e Sega Game Gear. Da novembre 1995 il magazine fu rilanciato come Sega Saturn Magazine e si focalizzò lentamente solo sul Saturn.
Oltre a recensioni, anteprime e dischi demo, la rivista includeva interviste con gli sviluppatori su argomenti come le librerie di sviluppo fornite da Sega e copriva regolarmente argomenti di interesse solo per i giocatori più accaniti come i giochi di ruolo giapponesi importati e i beat 'em up. Mantenne il suo titolo anche dopo che il suo contenuto divenne principalmente dedicato al successore del Saturn, la cui produzione era stata interrotta in Europa, ovvero il Dreamcast.